# Heren X
De Heren X (ook: Heeren X of Heren Tien) vormden het bestuur van de Nieuwe West-Indische compagnie, voluit Tweede Geoctroyeerde West-Indische compagnie, opgericht in 1675 na ontbinding van de eerste West-Indische Compagnie (WIC). Dit bestuur werd gevormd door afgevaardigden van de deelnemende kamers in de Nieuwe WIC, plus een afgevaardigde namens de Staten Generaal.
De indeling van vijf regionale kamers van de eerste West-Indische Compagnie werd aangehouden, maar in plaats van negentien waren er nu slecht tien afgevaardigden. Amsterdam had vier afgevaardigden, Zeeland twee en de drie resterende kamers Maze, Noorderkwartier en Stad en Lande ieder een. Het tiende lid was een afgevaardigde namens de Staten Generaal.